# Kingoué
Kingoué ou Kingoue (s’écrit également Kingue ou Kingwe) est une localité du Sud-Ouest de la République du Congo, Sous-préfecture du district du même nom, située dans le département de la Bouenza sur une altitude moyenne de 522 mètres. Elle compte environ 5 000 habitants. Elle fait partie des communautés urbaines de ce département.

## Géographie

### Localisation
Kingoué est situé dans le département de la Bouenza a 50 km au nord de Mouyondzi. Elle se trouve à environ 140 km à l'ouest de Brazzaville et 285 km à l'est de Pointe-Noire.

### Villes limitrophes
La ville est bordée au nord par le village de Mayama et au sud par la ville de Zabata. 

### Quartiers
La commune est divisée en 6 quartiers :
- Kingoue village, premier quartier de Kingoue, se situant au sud de la commune
- Mpini
- Quartier K
- Mitoko, quartier central où se trouve notamment le centre de santé intégré, le collège et l'église
- Ipouboue
- Tsiaki, quartier en développement au nord de la commune où se situe notamment l’association AMACO, qui lutte pour le bien de toute personne vulnérable, en particulier les enfants et les jeunes femmes.

## Économie
La principale activité économique de Kingoué est le secteur primaire.
L'agriculture est prépondérante dans ce secteur, Kingoué étant connue pour ses élevages bovins. 
Les cultures les plus produites sont le manioc, l'arachide et le mais.

## Éducation

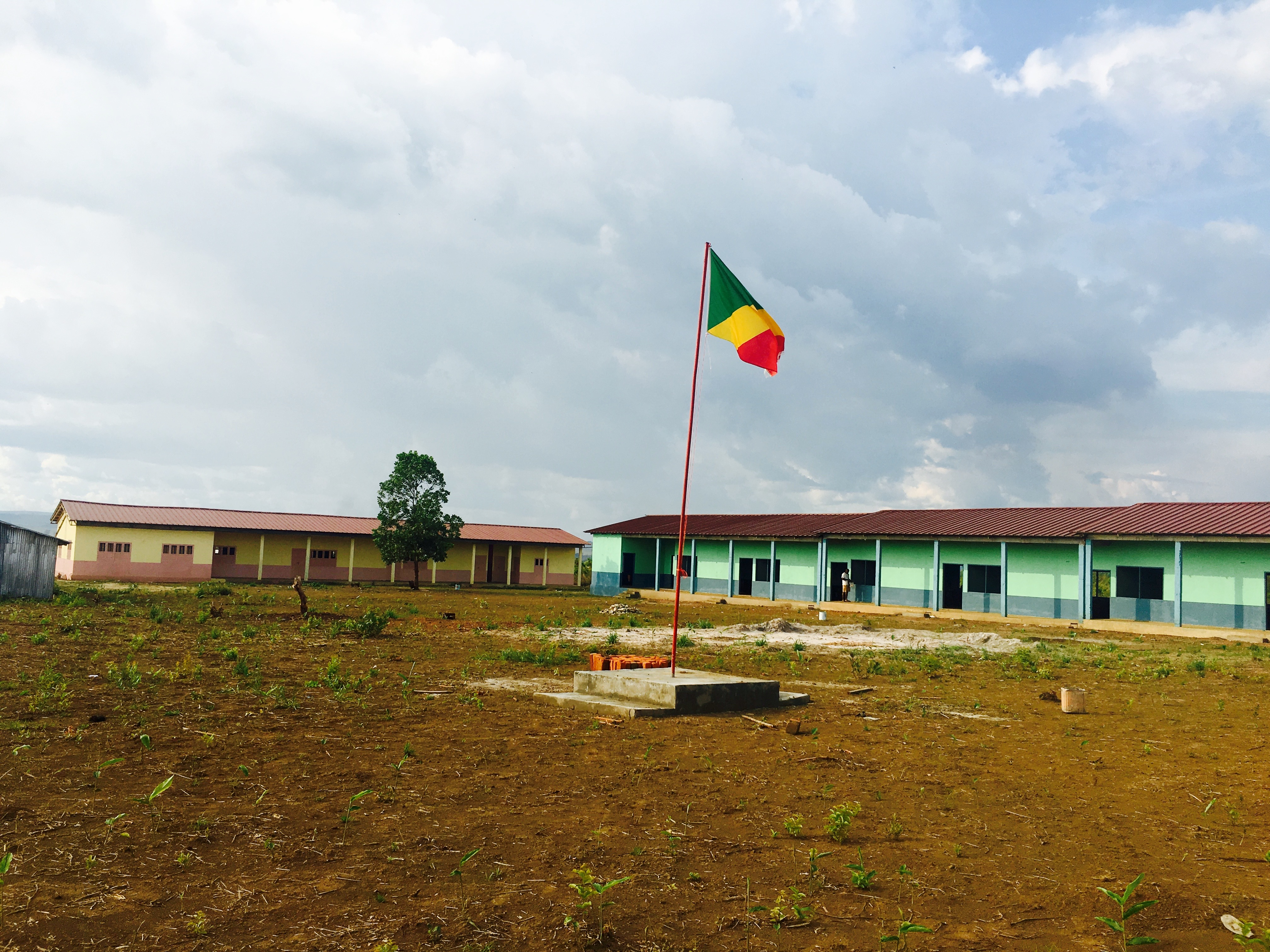
École Notre Dame du Bon Cœur

La commune de Kingoué comprend trois infrastructures d'éducation, deux écoles et un collège.
- L’école primaire Kingoué Centre
- L’école privée Notre Dame du Bon Cœur, qui a ouvert ses portes en octobre 2019 grâce à l’association AMACO
- Le collège Kingoué Centre

## Culture et patrimoine

### Lieux religieux et culturels
- L’église  catholique Saint Benoit
- Le centre touristique de Tsatsala, à 5 km de KingouéVue du complexe touristique de Tsatsala

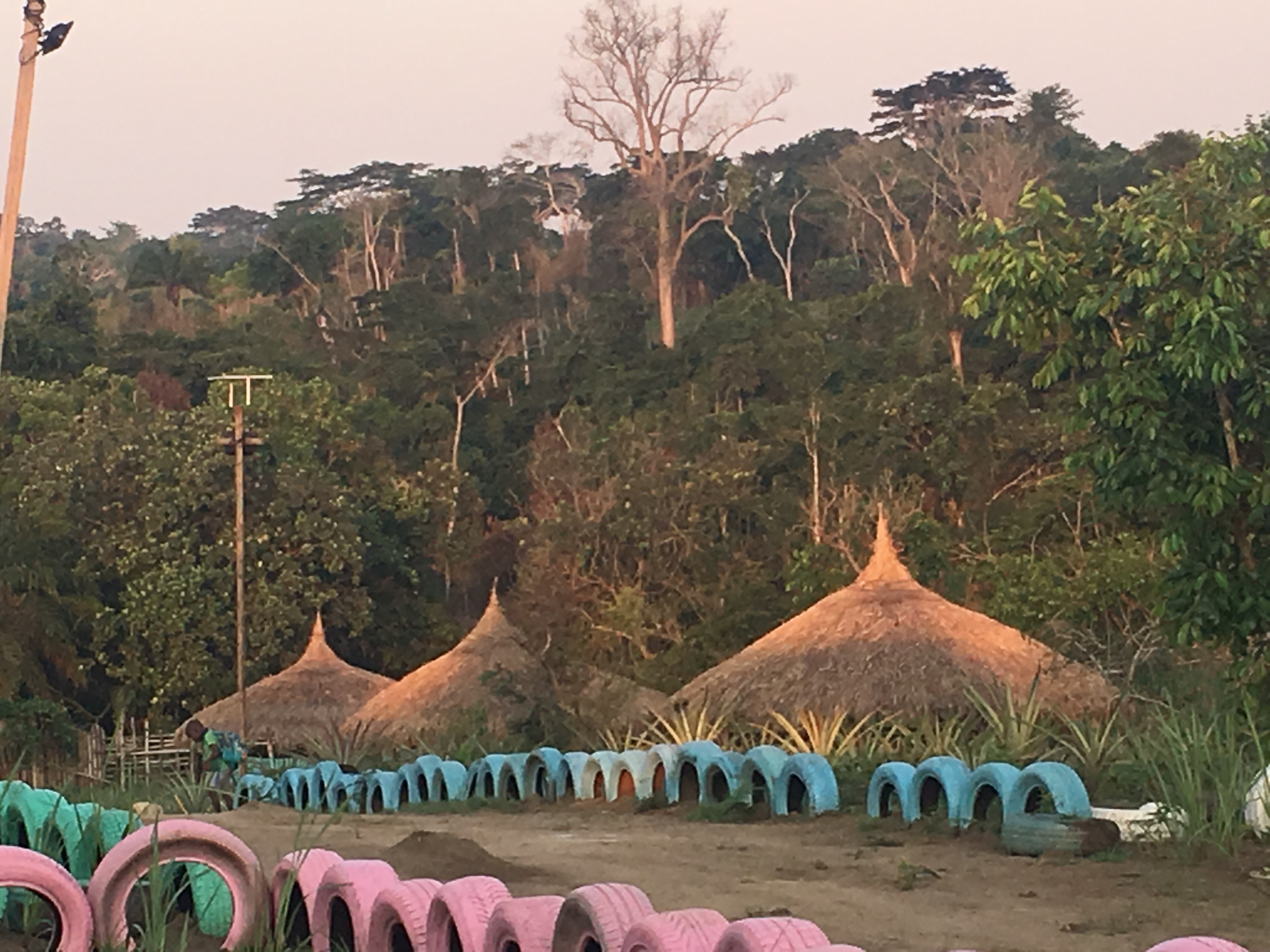
Vue du complexe touristique de Tsatsala

### Associations
- AMACO Association Maison du Cœur Amis du Congo est située dans le quartier Tsiaki . L'association abrite un orphelinat, une école maternelle et primaire ainsi qu’une auberge et un restaurant.